# Finské muzeum celnictví
Finské muzeum celnictví, finsky Suomen tullilaitoksen museo Suomenlinnan Susisaarella nebo jen Tullimuseo, je muzeum na ostrově Susisaari Finského zálivu (ostrovy a městská čtvrť Suomenlinna, okres Ullanlinna, Jižní hlavní obvod (Eteläinen suurpiiri) v Helsinkách) v provincii Uusimaa.

## Další informace
Netradiční muzeum je zaměřeno na historii a vývoj finského celnictví, cla a boj s pašováním. Muzeum je umístěno v dřívější věznici a bylo založeno v roce 1930. Vstup do muzea je možný jen v letní sezóně a není zpoplatněn.

## Galerie

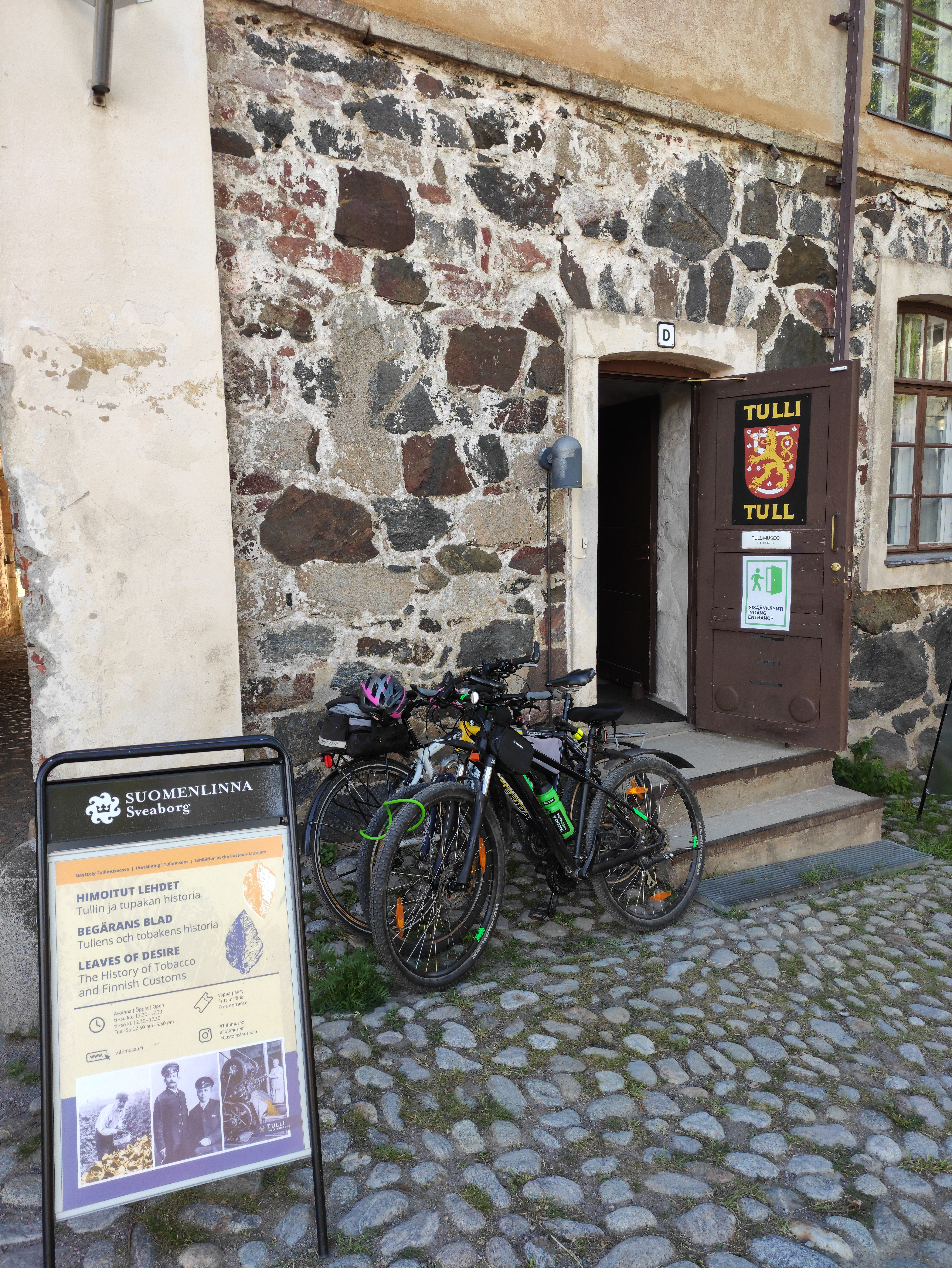
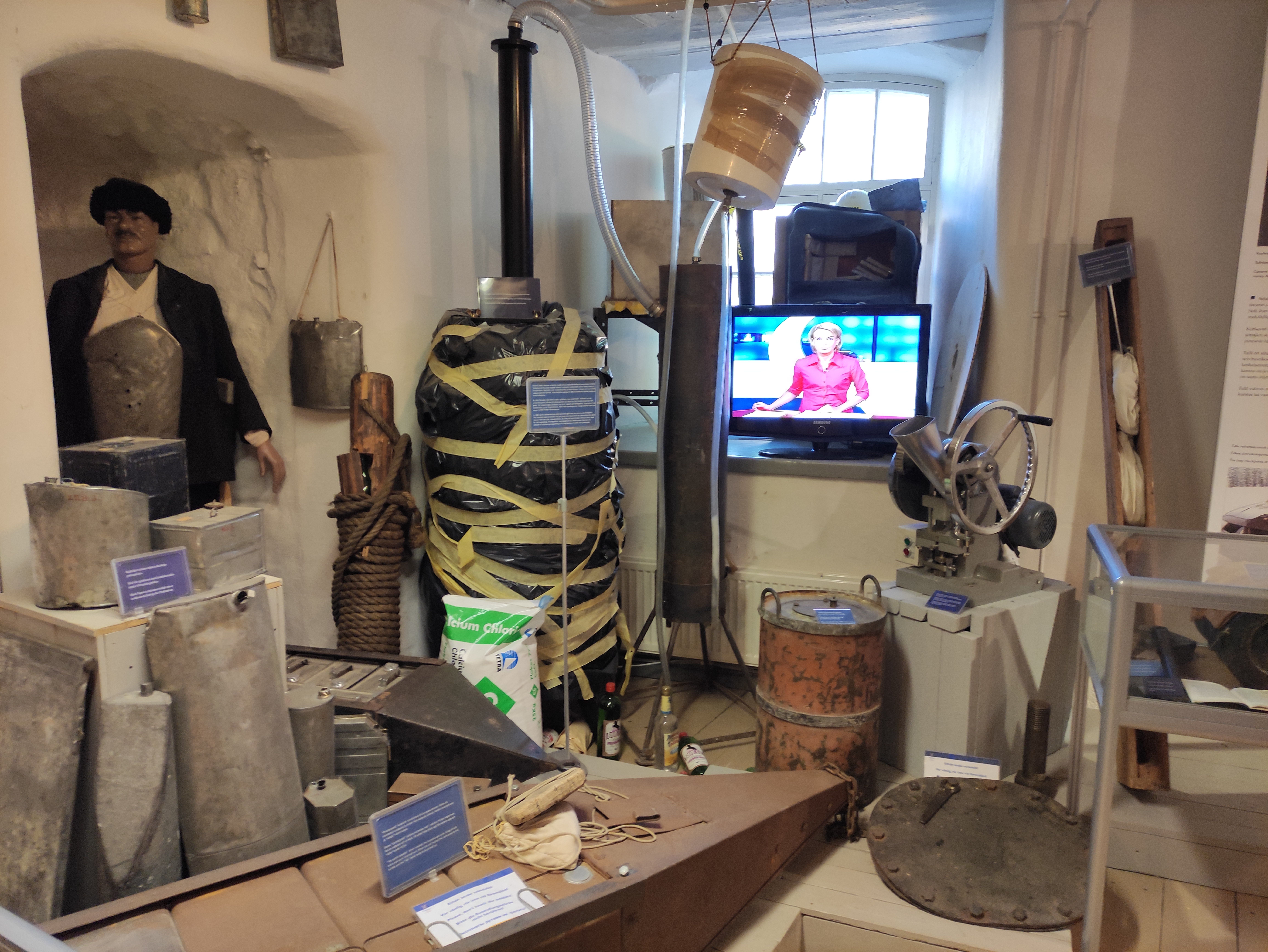
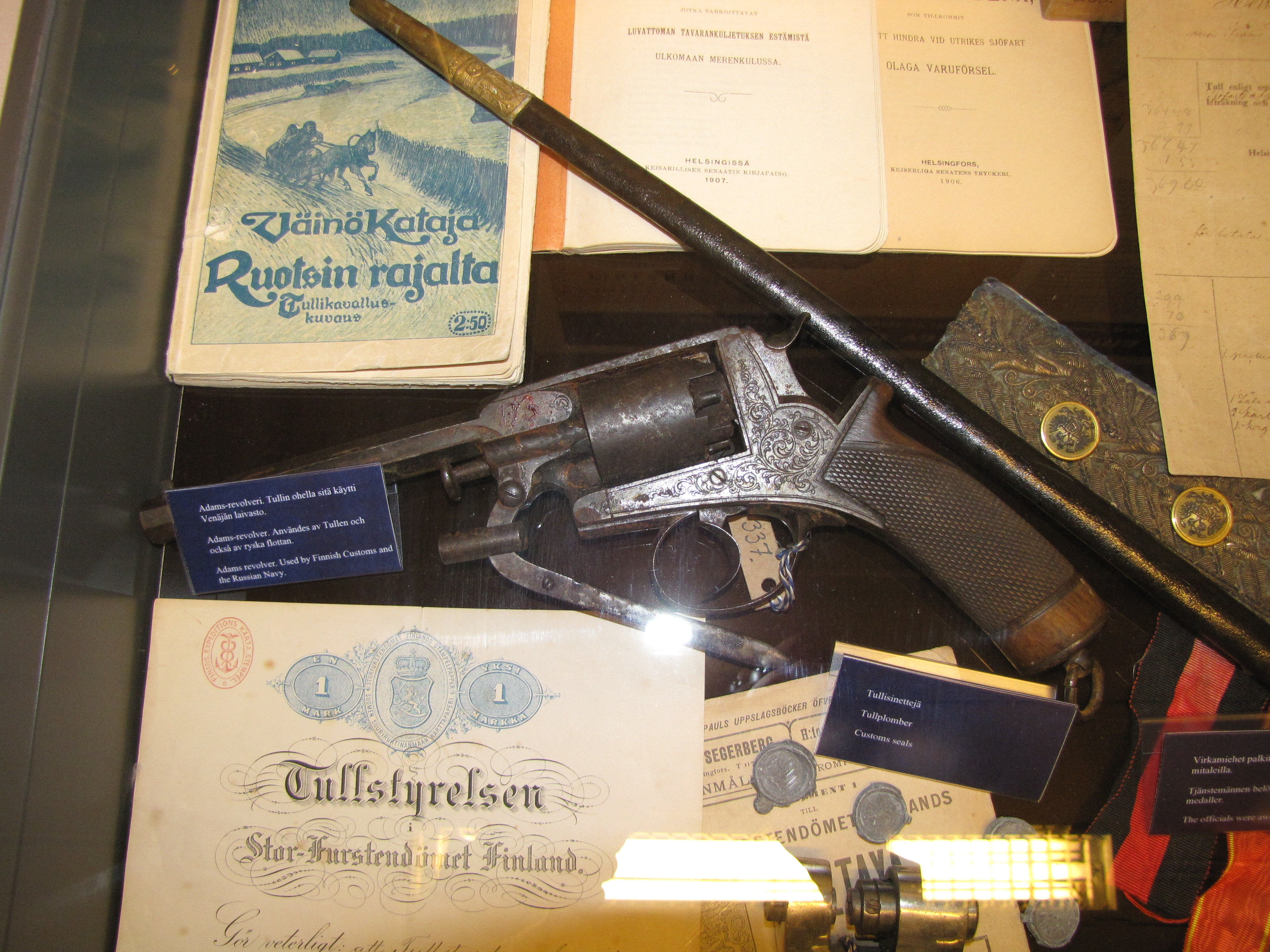
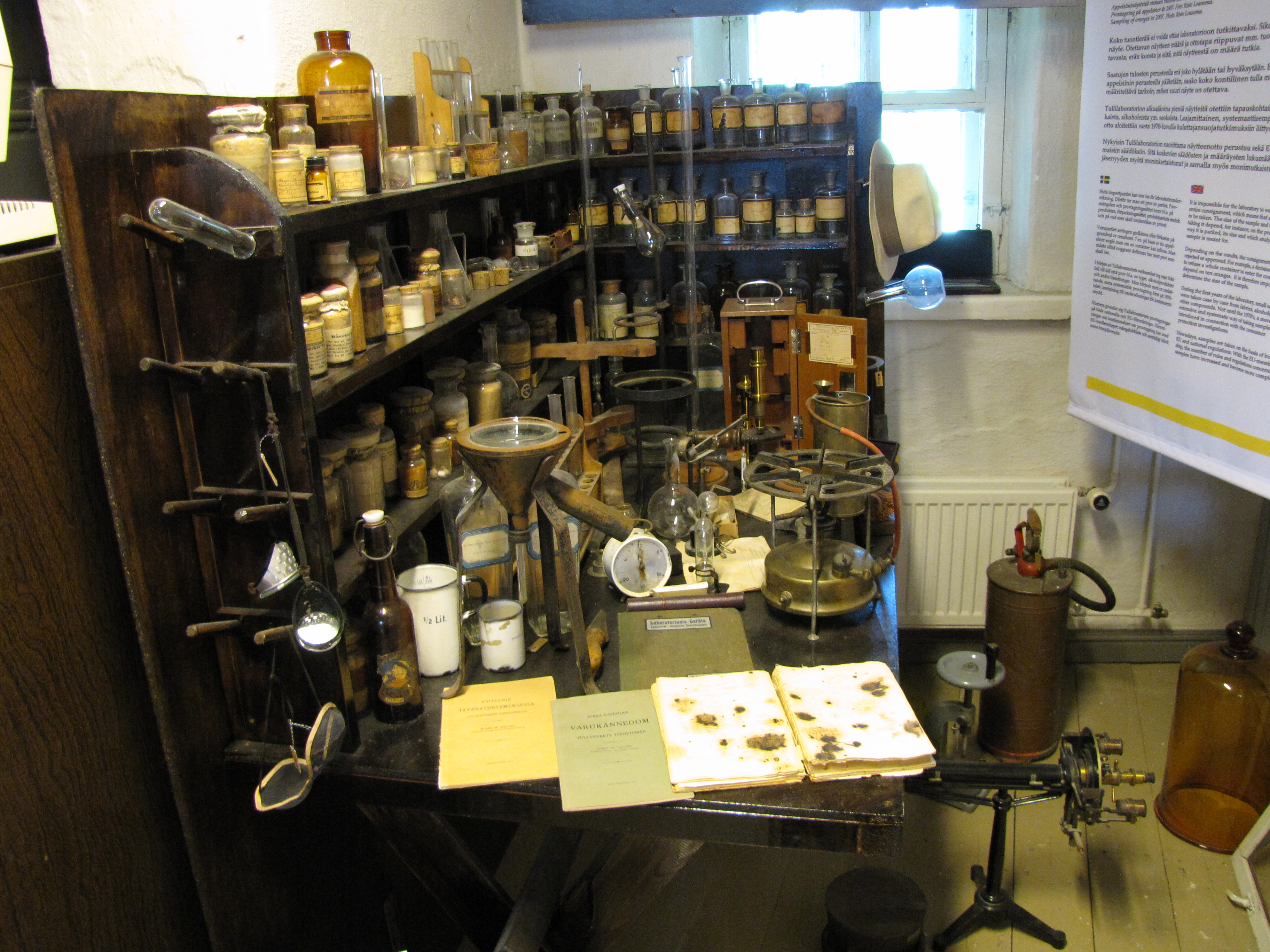